# Tadeusz Schiele
Tadeusz Kazimierz Schiele (ur. 19 lutego 1920  w Zakopanem, zm. 22 marca 1986 tamże) – taternik, polski pilot, kapitan Wojska Polskiego, kapitan (ang. Flight Lieutnant) Królewskich Sił Powietrznych (podczas II wojny światowej), pilot szybowcowy, autor książek wspomnieniowych, kawaler Virtuti Militari.

## Życiorys
Syn Kazimierza Schiele (taternika, alpinisty, narciarza, działacza PZN i współzałożyciela wytwórni nart mieszczącej się w Zakopanem). W Zakopanem ukończył szkołę powszechną i gimnazjum. W czasach szkolnych był czynnym członkiem Klubu Wysokogórskiego, a jednocześnie uczestnikiem kursów szybowcowych w Bezmiechowej i Szkole Szybowcowej w Tęgoborzy. Uzyskał kategorię C pilota szybowcowego, odbył kurs skoków z wieży spadochronowej oraz kurs pilotażu silnikowego. W 1937 roku uzyskał kategorię C pilota szybowcowego. W 1938 przeszedł trzymiesięczny kurs unitarny w Cieszynie w 21. Dywizji Piechoty Górskiej. Szkołę Podchorążych Rezerwy Lotnictwa w Sadkowie ukończył z pierwszą lokatą, tam zaskoczył go wybuch II wojny światowej. Wszedł w skład załóg eskadry szkolnej latających na PZL.23 Karaś. Podczas kampanii wrześniowej 1939 roku dostał się do niewoli niemieckiej, po ucieczce z obozu jenieckiego wrócił do Zakopanego. 31 grudnia 1939 roku przeszedł granicę i przez Słowację, Węgry, Jugosławię, Włochy i Francję dotarł do Wielkiej Brytanii. W Manstone, założył z kolegami i redagował czasopisma „Wiadomości ze świata” oraz „Skrzydła”.
Zgłosił się do służby w Polskich Siłach Powietrznych, otrzymał numer służbowy RAF P-1890. W 1940 roku odbył przeszkolenie w Blackpool i Carlisle i – jako pilot myśliwski – otrzymał 2 czerwca 1941 roku przydział do brytyjskiego 122 dywizjonu myśliwskiego. Wkrótce został przeniesiony do 308 dywizjonu myśliwskiego „Krakowskiego” dowodzonego przez kapitana Mariana Pisarka. 19 sierpnia 1942 roku brał udział w dwóch lotach bojowych na osłonę lądowania w Dieppe. 20 września, podczas lotu na osłonę operacji Circus 100 lądował przymusowo w Tangmere z braku paliwa. Samolot, na którym latał miał swoje godło indywidualne, był nim gwiazdozbiór Wielkiej Niedźwiedzicy. Zawsze też latał na maszynie noszącej oznaczenie ZF-H.
13 lipca 1943 roku został ranny w wyniku zderzenia samolotów podczas startu, do latania bojowego powrócił jesienią tego samego roku. Po ukończeniu drugiej tury lotów bojowych został pod koniec 1944 roku przeniesiony do szkoły lotniczej w Rednall na stanowisko instruktora. W Polskiej Sekcji radia BBC wygłaszał relacje z walk powietrznych, był też autorem słuchowiska radiowego Dwa pierścionki. Dał się też poznać z nietypowych działań, np. pod koniec działań wojennych zainicjował proceder przewożenia piwa z Wielkiej Brytanii na lotnisko polowe w Plumetot we Francji w dodatkowym zbiorniku paliwowym Spitfire'a.
W czasie służby w lotnictwie wykonał 201 lotów bojowych, 17 lipca 1941 roku wspólnie z kpt. Marianem Pisarkiem zestrzelił Messerschmitta Bf 109 na pewno, drugiego samodzielnie 24 października. Trzeci Bf 109 został mu uznany za zestrzelony prawdopodobnie. Zniszczył również kilka samolotów wroga na ziemi oraz stanowisko artyleryjskie. Za czyny bojowe otrzymał odznaczenia polskie i brytyjskie, m.in. Krzyż Srebrny Orderu Virtuti Militari.

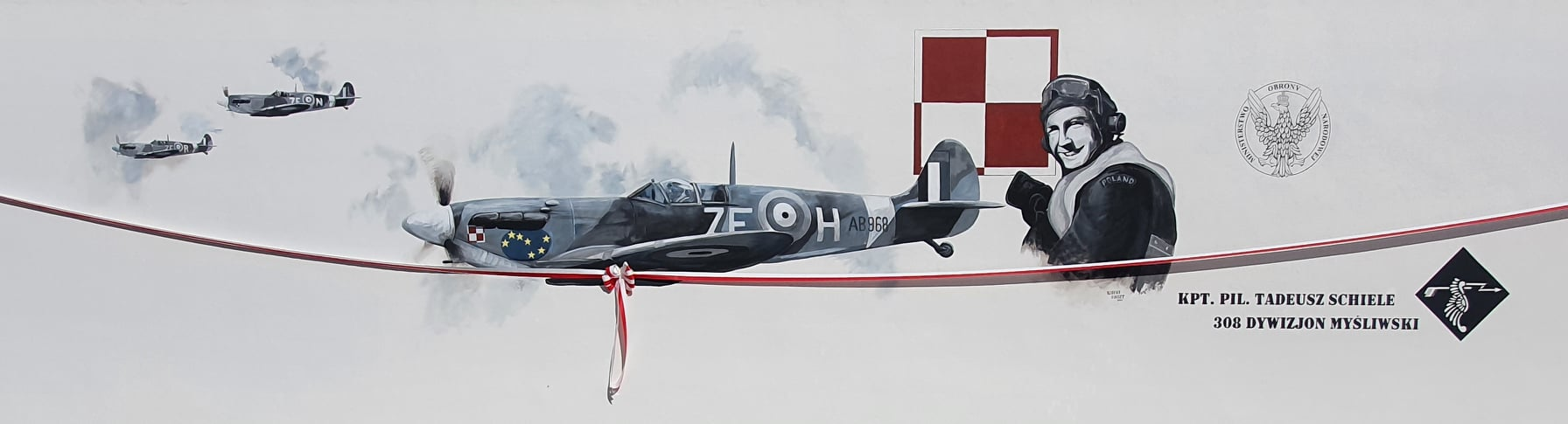
Mural na hangarze Aeroklubu Nowy Targ upamiętniający Tadeusza Schiele

We wrześniu 1947 roku wrócił do Zakopanego, gdzie mieszkał do końca życia. W związku ze służbą w Polskich Siłach Zbrojnych na Zachodzie nie został dopuszczony do latania, pracował jako niewykwalifikowany robotnik fizyczny. Uprawiał taternictwo i speleologię, pisał książki i artykuły o tematyce lotniczej. Był jednym ze współzałożycieli Zakopiańskiej Sekcji Speleologicznej przy PTTK. W 1968 roku powrócił do latania, przez kilka lat był też pilotem szybowcowym, samolotowym i instruktorem w Aeroklubie Tatrzańskim w Nowym Targu. Miał Złotą Odznakę Szybowcową z dwoma diamentami (diament za przewyższenie zdobył nad Tatrami w 1969 roku). W 1968 roku został członkiem zarządu Aeroklubu Tatrzańskiego, w ramach działalności sportowej wykonywał również skoki spadochronowe. Wykorzystywał swą znajomość topografii Tatr jako pilot holujący, dzięki niemu wielu pilotów szybowcowych spełniło warunki do diamentów Odznak Szybowcowych. Brał udział w licznych spotkaniach z młodzieżą, dał się poznać jako niezrównany gawędziarz i bohater anegdot o tematyce lotniczej i górskiej. W 1985 roku towarzyszył polskiej reprezentacji w Szybowcowych Mistrzostwach Świata w Rieti.

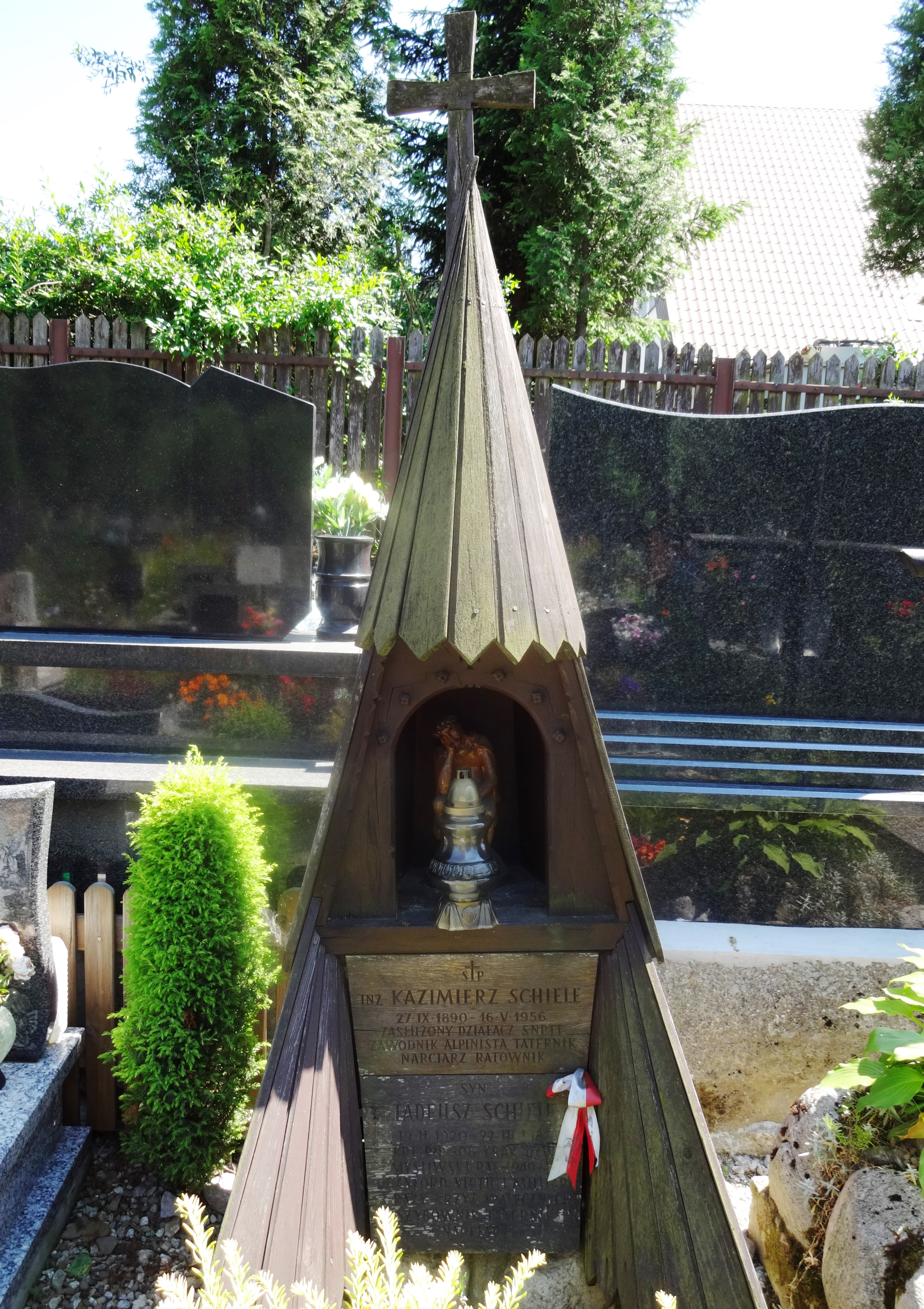
Grób Tadeusza i jego ojca – Kazimierza Schiele, na Nowym Cmentarzu w Zakopanem

Zmarł 22 marca 1986 roku. 26 marca został pochowany na Nowym Cmentarzu przy ulicy Nowotarskiej w Zakopanem (kw. F3-3-22).

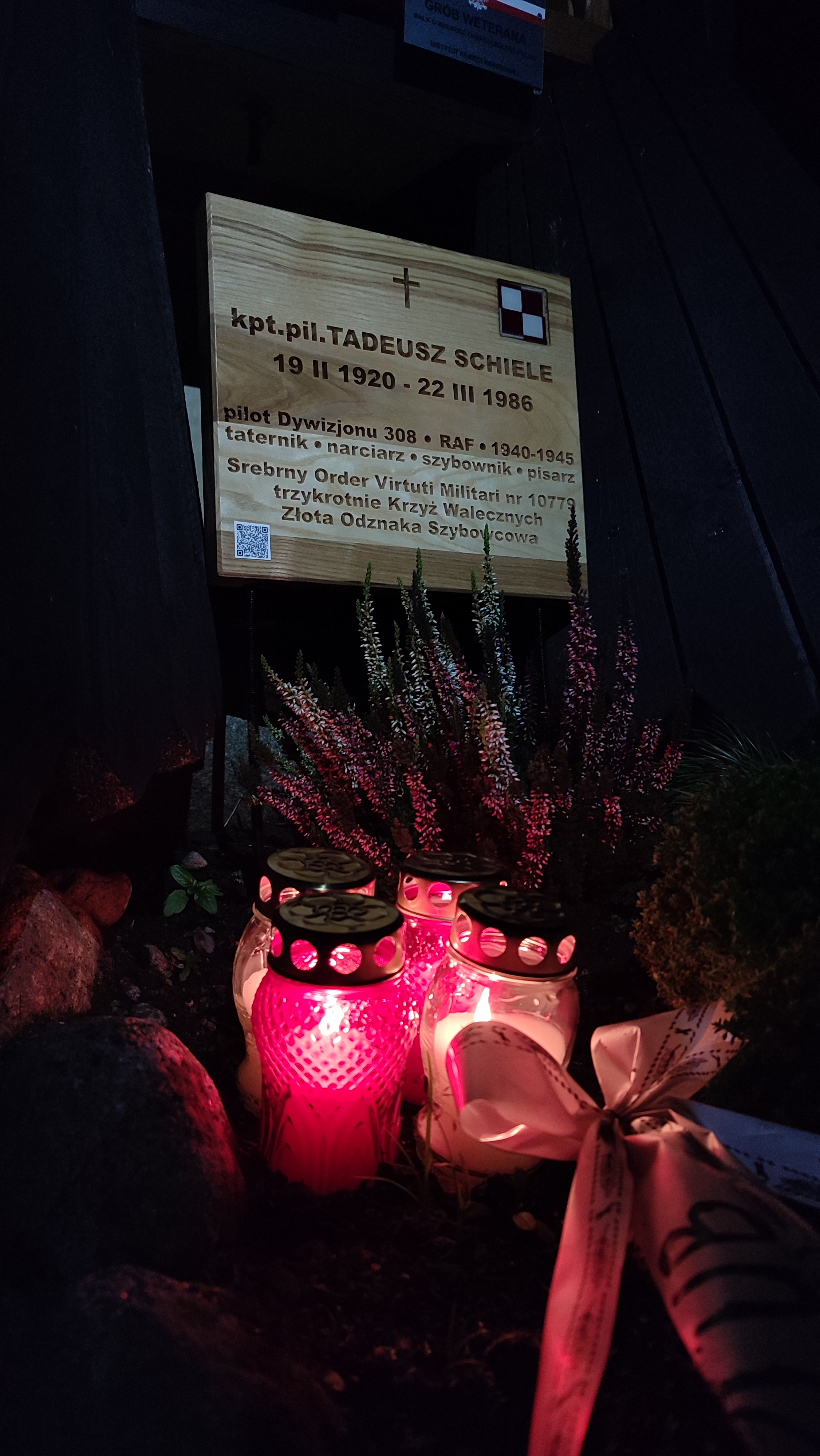
Tymczasowa płyta na grobie Tadeusza Schiele, Zakopane, wykonana przez modelarzy z Grupy Modelarskiej Nowy Targ.

## Życie prywatne
W grudniu 1941 roku Tadeusz Schiele wziął ślub z Jeanne Johnstone, poznaną w Northolt Angielką odbywającą służbę w WAAF. Z tego małżeństwa urodził się 30 stycznia 1943 roku w Wielkiej Brytanii syn Kazimierz. Po wojnie przyjechała z mężem do Polski, jednak małżeństwo rozpadło się po kilku latach. Jej osoba była pierwowzorem postaci Angielki Mary w filmie Sprawa pilota Maresza. W latach 50. śpiewała z polskimi zespołami jazzowymi, nagrywała płyty, jednak na przełomie lat 50. i 60. wyjechała nie potrafiąc pogodzić się z warunkami panującymi w kraju rządzonym przez komunistów.

## Zwycięstwa powietrzne
Na liście Bajana zajmuje 197. pozycję z wynikiem 1 i 1/2 zestrzeleń pewnych i 1 prawdopodobne.

### Zestrzelenia pewne
- 1/2 Bf 109 – 17 lipca 1941 roku
- Bf 109 – 24 października 1941 (pilotował Supermarine Spitfire VB ZF-H „Haberbusch” z charakterystyczną namalowaną na masce „Wielką Niedźwiedzicą”)

### Zestrzelenia prawdopodobne
- Bf 109 – 24 października 1941

## Odznaczenia
Podczas służby w Wojsku Polskim otrzymał odznaczenia:
- Krzyż Srebrny Orderu Wojennego Virtuti Militari nr 10779[27],
- Krzyż Walecznych – trzykrotnie,
- Medal Lotniczy,
- Medal Zwycięstwa i Wolności 1945,
- Polowa Odznaka Pilota,
- Złota Odznaka Szybowcowa z dwoma diamentami,
- Odznaka Grunwaldzka.

## Publikacje

### Książki
- 1957 – Spitfire (Katowice, „Wydawnictwo Śląsk”)
- 1958 – Wynalazek profesora Brenka i inne opowiadania („Wydawnictwo Śląsk”)
- 1966 – Blisko nieba („Wydawnictwo Śląsk”)
- 1979 – Wspinaczki po chmurach (Warszawa, „Wydawnictwo Iskry”)
- 1987 – W cieniach chmur (Kraków, „Krajowa Agencja Wydawnicza”) ISBN 83-03-01613-X

### Artykuły
- Dakota samolot śmierci, Przekrój, nr 11/1947,
- Zagadki, Przekrój, nr 30/1949,
- Nad halnym, Skrzydlata Polska, nr 2/1970,
- Wspinaczki po chmurach, Skrzydlata Polska, nr 32/1972,
- Aeroklub u podnóża Tatr, Skrzydlata Polska, nr 33/1973.

## Upamiętnienie

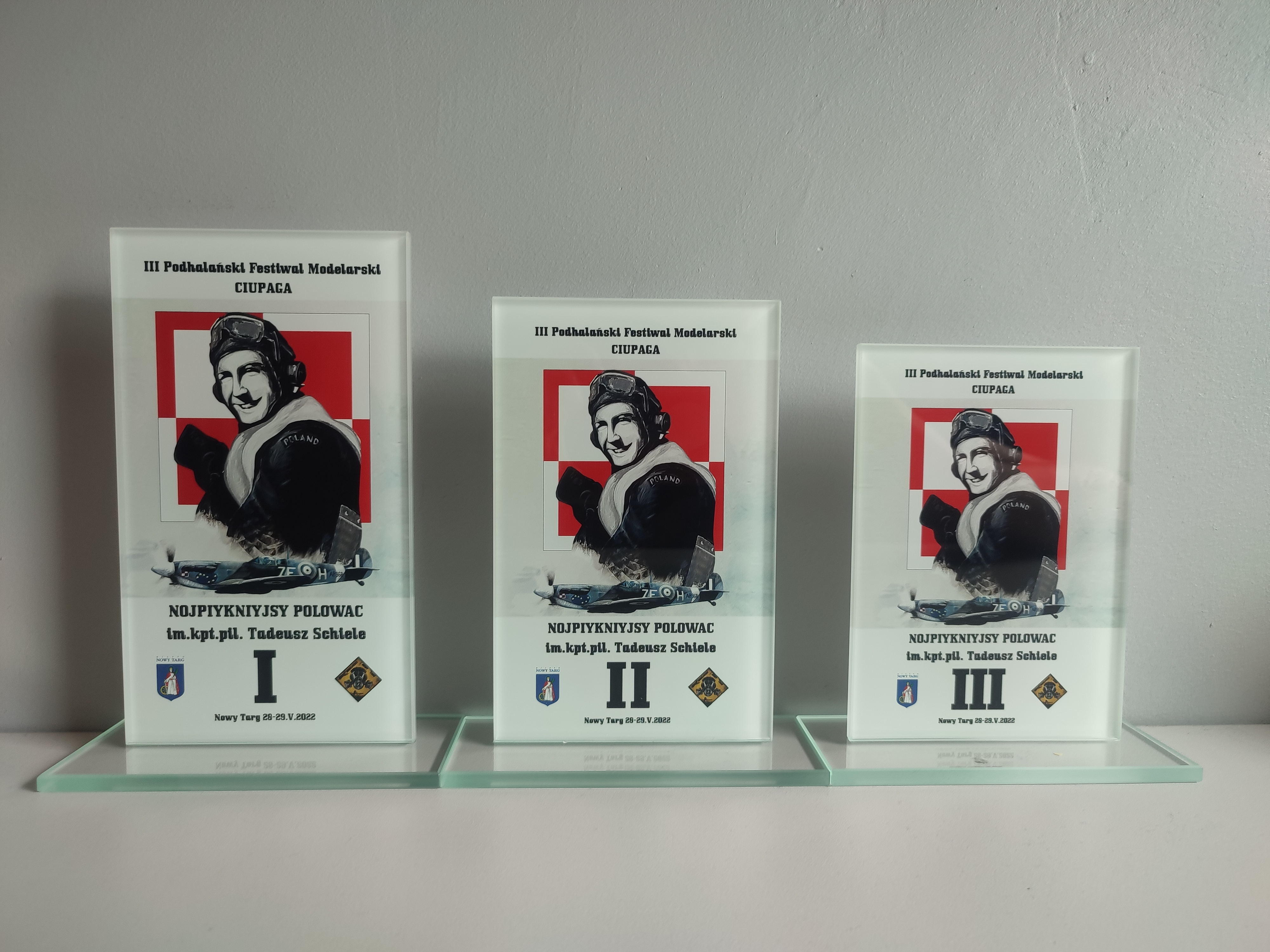
Specjalne wyróżnienia na Podhalańskim Festiwalu Modelarskim Ciupaga w Nowym Targu.

Od 2019 w Nowym Targu podczas Podhalańskiego Festiwalu Modelarskiego Ciupaga przyznawana jest nagroda specjalna "Nojpiykniyjsy Polowac" im. kpt. pil. Tadeusza Schiele.